# Atena Lucana
Atena Lucana är en ort och kommun i provinsen Salerno i regionen Kampanien i Italien. Kommunen hade 2 402 invånare (2017).